# Schoenus imberbis
Schoenus imberbis är en halvgräsart som beskrevs av Robert Brown. Schoenus imberbis ingår i släktet axagssläktet, och familjen halvgräs. Inga underarter finns listade i Catalogue of Life.